# Wiley Cash
Pour les articles homonymes, voir Cash.
Wiley Cash, né le 7 septembre 1977 en Caroline du Nord, est un écrivain américain, auteur de roman policier.

## Biographie
Il fait des études supérieures à l'université de Caroline du Nord à Asheville, où il obtient un baccalauréat en littérature. Il s'inscrit ensuite à l'université de Caroline du Nord à Greensboro qui lui accorde un maîtrise en anglais, puis à l'université de Louisiane à Lafayette, où il mène à bien un doctorat en anglais. Il fait ensuite paraître dans diverses publications spécialisées des essais sur la littérature du Sud des États-Unis et enseigne l'écriture de fiction à l'Université du sud du New Hampshire.
En 2009, il publie son premier roman, Un pays plus vaste que la terre (A Land More Kind Than Home), qui apparaît sur la New York Times Best Seller list et grâce auquel l'auteur est lauréat du John Creasey New Blood Dagger Award. 
En 2014, il fait paraître Les Chemins de la rédemption (This Dark Road to Mercy) avec lequel il remporte le Gold Dagger Award et est finaliste du prix Edgar-Allan-Poe 2015 du meilleur roman.
Il admire les œuvres de William Faulkner et de Ernest J. Gaines et reconnaît leurs influences sur ses romans.

## Œuvre

### Romans
- A Land More Kind Than Home (2012) Publié en français sous le titre Un pays plus vaste que la terre, Paris Éditions Belfond, coll. « Littérature étrangère » (2015)  (ISBN 978-2-7144-5262-7) ; réédition 10/18 coll. « Littérature étrangère » no 4808 (2013)  (ISBN 978-2-7144-5261-0)
- This Dark Road to Mercy (2014) Publié en français sous le titre Les Chemins de la rédemption, Paris, Éditions Belfond, coll. « Littérature étrangère » (2015)  (ISBN 978-2-7144-5262-7)
- The Last Ballad (2017)
- When Ghosts Come Home (2021) Publié en français sous le titre Les Ombres de Oak Island, Paris Éditions du Seuil, coll. « Dieux Hommes » (2024)  (ISBN 978-2-02150-119-3)

### Autres ouvrages
- This Louisiana Thing That Drives Me (2009)
- The Rain Barrel (2011)

## Prix et distinctions

### Prix
- John Creasey New Blood Dagger Award 2012 pour A Land More Kind Than Home[1]
- Gold Dagger Award 2014 pour This Dark Road to Mercy[1]

### Nomination
- Prix Edgar-Allan-Poe 2015 du meilleur roman pour This Dark Road to Mercy[2]